# Marina Sant'anna
Marina Pignataro Sant'anna (São Paulo, 14 de octubre de 1958) es una abogada y política brasileña afiliada al Partido de los Trabajadores (PT). Nacida en São Paulo, se radicó en Goiânia, ciudad donde vive desde los tres años de edad. Asumió el cargo de diputada federal por Goiás en 2 de marzo de 2011.

## Carrera
Cursó Ciencias Jurídicas en la Pontificia Universidad Católica de Goiás y se interesó por la política inmediatamente, al saber de la huelga general de los trabajadores metalúrgicos en el ABC Paulista en 1979, liderada por Luiz Inácio Lula de Silva. Antes de eso, en 1975, a los 17 años, participó de la fundación de un grupo de jóvenes de la Iglesia Católica, la Juventud Dominicana, bajo la orientación de Frei Domingos de Santos, en la Iglesia Son Judas Tadeu. Cómo integrante del grupo, Marina trabajó enseguida para la Coordinación de la Pastoral de la Juventud de la Arquidiócesis de Goiânia. Ese año, Marina participó de un grupo de baile por dos años en el Colegio Universitario (Colu), presentándose en Goiânia y también en Minas Gerais.
En 1978, ya en la Universidad, Marina adhirió al movimiento estudiantil, participando de la reorganización de la Unión Nacional de los Estudiantes (UNE) y del Centro Académico Clóvis Bevilacqua (CACB). El año siguiente, hizo una etapa interdisciplinar en barrios de la periferia de Goiânia, actuando en apoyo de familias que enfrentaban la usurpación con documentos falsos de tierras. En 1980, junto a otros compañeros, creó un Núcleo de Derechos Humanos en la Oficina Modelo, trabajando en articulación con la Pastoral Carcelaria. Aún en el inicio de la década de 1980, Marina pasó a trabajar en la Comisión de Justicia y Paz de la Arquidiócesis de Goiânia, donde recibía refugiados políticos de las dictaduras de otros países y denuncias de violaciones de derechos humanos en el estado de Goiás. Antes de graduarse, en 1982, permaneció por un año actuando en el Sindicato de los Trabajadores Rurales (STR) en el municipio de Pontalina, atendiendo demandas laborales. El mismo año, participó del proceso de creación del Partido de los Trabajadores (PT).
En 1983, Marina entró en la Comisión Pastoral de la Tierra Regional Centro-Sur y actuó como abogada de comunidades de pequeños agricultores en situación conflicto. En esta fase, también pasó a actuar más intensamente en el movimiento feminista.

### Política
Marina fue presidenta del PT en Goiânia por dos veces y, en 1988, electa concejala por el municipio, siendo reelecta en 1992. En 1994, fue candidata a diputada provincial, quedando con la primera suplencia. En 2000, fue miembro de la coordinación de la campaña de alcalde del compañero de partido Pedro Wilson y, en 2001, Secretaria comunicacional del alcalde electo. Al año siguiente, Marina fue candidata a gobernadora de Goiás por la coligación Fuerza del Cerrado que reunió, además del PT, el PCdoB, el PV, el PMN, el PTdoB, el PTN y el PCB. En todo el estado, Marina recibió 385.524 votos (15% del total), mientras que en la capital recibió 25% de los votos. En 2003, Marina fue Secretaria de Asuntos Institucionales del gobierno de Pedro Wilson y, luego enseguida, en 2004, electa concejala por Goiânia con 8.328 votos.
En 2010, Marina se candidateó al cargo de diputada federal por la coligación Goiás Rumbo al Futuro, formada por PMDB, PT y del PCdoB. Recibió 57.449 votos, siendo a 18.ª candidata más votada en el pleito (tercera entre las mujeres), que eligió 17 parlamentarios. Sin embargo, con el nombramiento de Thiago Peixoto (PMDB) como Secretario de la Educación por el gobernador Marconi Perillo (PSDB), Marina asumió el cargo de diputada federal el 2 de marzo de 2011. Después de la posesión de Marina, Wagner Guimarães, primer suplente del PMDB, con 31.416 votos, entró con un mandado de seguridad en el Supremo Tribunal Federal pidiendo para que asumiera como diputado, una vez que el tribunal, al analizar caso semejante, habría abierto la jurisprudencia de que "la vacante pertenencia al suplente del partido y no al suplente de la coligación". Sin embargo, el ministro Ricardo Lewandowski decidió que la vacante debía ser ocupada por la suplente de la coligación y no por el suplente del partido.
Desde que asumió la vacante en la Cámara Federal, Marina es titular de la Comisión de Ambiente y Desarrollo Sostenible y suplente de las Comisiones de Constitución y Justicia y Legislación Participativa.